# Sidi Omar

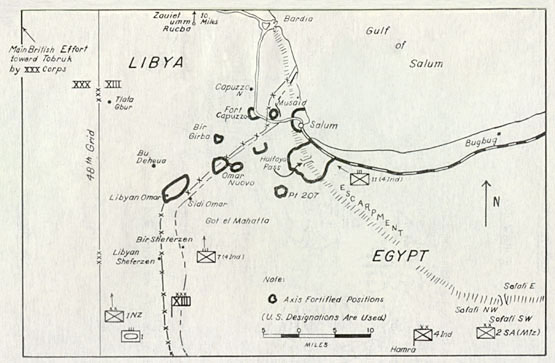
Disposició de les forces britàniques durant l'Operació Crusader amb les fortificacions de Sidi Omar (1941)

Sidi Omar és una antiga tomba senussi situada al desert egipci a la Governació de Matruh. Serveix com a demarcació de la frontera entre Líbia i Egipte des del tractat Italo-Egipci anomenat Tractat de Jaghbub de 1925
Durant l'etapa colonial de la Líbia italiana es van construir a la banda italiana de la Frontera de Filat (Líbia) una sèrie de posicions defensives com a suport a Fort Capuzzo anomenant-se també Sidi Omar (pels britànics Libyan Sidi Omar) i Sidi Omar Nuovo.
Durant la Segona Guerra Mundial l'àrea de Sidi Omar va ser un dels escenaris de les operacions Compass, Battleaxe i Crusader